# 福島県道329号湯野上会津高田線
福島県道329号湯野上会津高田線（ふくしまけんどう329ごう ゆのかみあいづたかだせん）は、福島県南会津郡下郷町から大沼郡会津美里町に至る一般県道である。

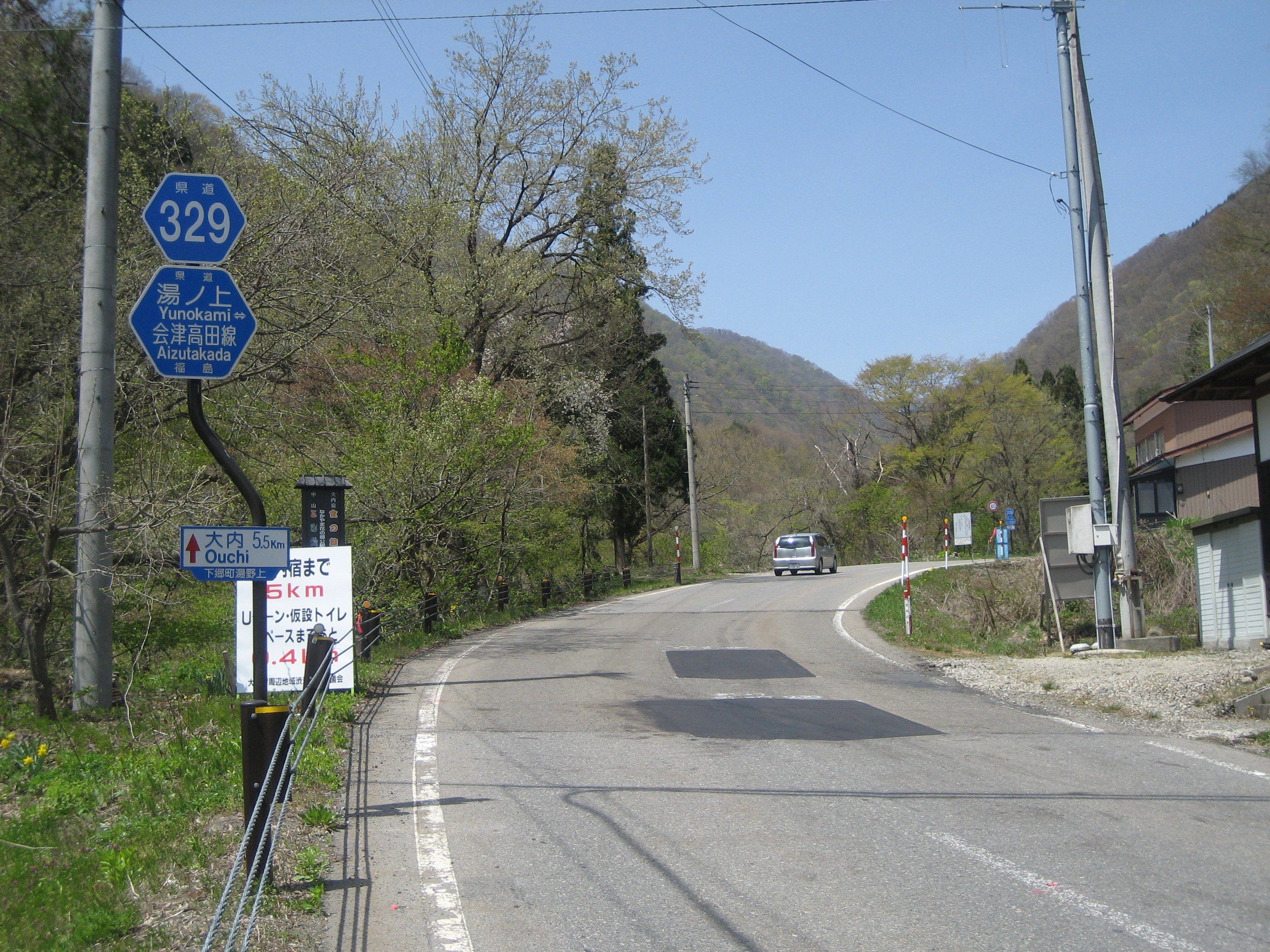
下郷町内

## 路線概要
- 起点：南会津郡下郷町大字湯野上大道通甲1-2
- 終点：大沼郡会津美里町吉田字仁王11
- 総延長：21.154km[1]
  - 実延長：20.623km
- 路線認定年月日：1959年8月31日[2]

下郷、会津美里町境である桧和田峠超えの区間が未成区間である。下郷町側では一級水系阿賀野川水系小野川に沿い、国道121号と観光地である大内宿とのアクセスを担う。

### 重用区間
- 福島県道131号下郷会津本郷線（大字大内地内）

### 自動車交通不能区間
- 南会津郡下郷町大内～大沼郡会津美里町東尾岐（延長5.0km）[3]

### 冬季交通不能区間
- 南会津郡下郷町大内字権現上～同町大内字大内（延長1.5km）[3]

### 道路施設
権現橋
- 全長：25.4m
- 幅員：11.7m
- 竣工：1961年[4]

下郷町大内にて一級水系阿賀野川水系小野川を渡る。橋上は上下対向2車線で供用され歩道は設置されていない。
高橋

## 沿革
- 1959年（昭和34年）8月31日 - 路線認定[5]
- 2009年（平成21年）1月30日 - 路線名を「県道湯ノ上会津高田線」から「県道湯野上会津高田線」に変更[6]

## 通過する自治体
- 福島県
  - 南会津郡下郷町 - 大沼郡会津美里町

## 接続・交差する道路
- 下郷町内
  - 国道121号（大字湯野上字大道通甲 起点）
  - 福島県道131号下郷会津本郷線 下郷町中心部方面（大字大内）
  - 福島県道131号下郷会津本郷線 会津本郷方面（大字大内）
- 会津美里町内
  - 国道401号（吉田字仁王 終点）

## 沿線
- 湯野上温泉
- 小野川
- 大内宿
- 大内ダム